# Pont-sur-Seine (Neolithisches Dorf)

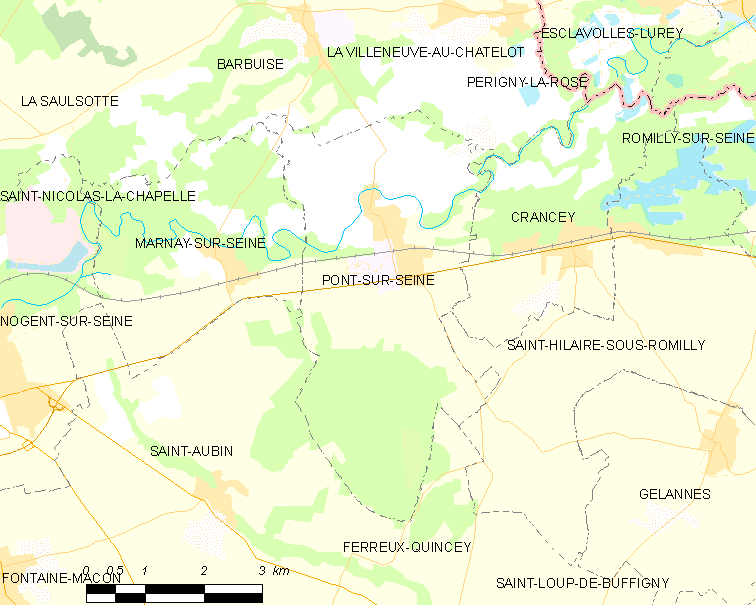
Lage von Pont-sur-Seine

Pont-sur-Seine ist ein neolithisches Dorf im heutigen Frankreich. Es ist von etwa 4500 bis 2200 v. Chr. belegt und seit Mitte der 1990er Jahre Gegenstand archäologischer Untersuchungen. 2009 und 2010 haben die Archäologen in Pont-sur-Seine acht Hektar ausgegraben und ein großes Dorf mit monumentalen Gebäuden in beispielloser Architektur gefunden.

## Lage
Der Platz befindet sich in der Talaue der Seine, im Département Aube am Rande der Champagne und des Brie in Frankreich. Er verfügt über eine gut erhaltene Struktur aus der Jungsteinzeit und lieferte Steinwerkzeuge und Keramik, die anhand der Ornamente in mindestens zwei Phasen unterteilt werden kann: 
- die erste liegt im Mittelneolithikum (etwa 4500 v. Chr.)
- die zweite in der späten Jungsteinzeit (3500–2000 v. Chr.) Diese Forschungen werden durch die Gebäudeformen bestätigt.

## Rundhäuser
Pfostenlöcher zeigen den Grundriss der drei etwa 80 m² großen Rundhäuser an. Bei zweien wird der Innenraum durch eine Pfostenlinie in Flächen von etwa einem Drittel und zwei Drittel ungleich getrennt. Nur etwa ein Dutzend solcher Gebäude aus dem Mittelneolithikum sind in Frankreich bekannt (z. B. in Auneau und Goulet, Orne-et-Loir; Orval Cher).

## Langhäuser
10 rechteckige Gebäude und 17 zweischiffige rechteckige Gebäude wurden auf dem Gelände in drei Zonen verteilt identifiziert. Sie variieren in der Größe zwischen etwa 20,0 × 5,0 m für die größeren und 10,0 × 3,0 m für die kleinsten. Sie konnten auf 3500 bis 3000 v. Chr. datiert werden. Eine derartige Konzentration von Häusern ist für diesen Zeitraum beispiellos.

## Monumentalbauten
In der Nähe liegen zwei rechteckige Palisaden. Die wahrscheinlich ältere der beiden wird durch eine Einfriedung von 165 Metern Länge definiert. Später wurde um die erste eine zweite 136 Meter lange Palisade mit einer Unterbrechung im Osten errichtet. Die Einhegungen trennen zwei in Form und Größe außergewöhnliche Gebäude. Das kleinere hat eine Fläche von 280 m² und das größere fast 900 m². Beide haben trapezförmige Grundrisse mit Eingängen auf der Ostseite. Der Eingang ist ein „Korridor“, der auf beiden Seiten von Palisaden mit großen Anten begrenzt wird. Eine Besonderheit der Gebäude ist die umfangreiche Verwendung von Sandsteinblöcken zur Sicherung der Pfosten. Die Realisierung dieser Strukturen und ihre Techniken zeigen das beeindruckende Können der Architekten.
Die beiden Gebäude werden zwischen 3400 und 2200 v. Chr. datiert. Die Untersuchung bestätigt, dass es sich um Gebäude mit besonderer Funktion handelt, was sowohl durch ihre Größe als auch durch ihre Konstruktionstechniken belegt ist.
In dem großen Gebäude sind vier Pfostenreihen vorhanden, zwei in der Mitte und zwei außerhalb. Um die Stabilität der Struktur zu gewährleisten, sind die Pfosten im Durchschnitt 1,2 Meter (und manchmal bis zu 1,75 Meter) tief eingegraben. Die Pfosten sind durch flache Steine und eine Art Mörtel stabilisiert. Dies ist der erste Beleg dieser Region für die Verwendung von Steinmaterial für die Bauten der Jungsteinzeit. Die Quelle der Quarzit- und Sandsteinblöcke ist ein lokales Vorkommen in wenige Kilometer entfernten Steinbrüchen. Die Blöcke wiegen zwischen 5 kg und 30 kg, insgesamt wurden 19 Tonnen verbaut. In der Jungsteinzeit wurde bereits die Notwendigkeit erkannt, in dem sandigen Substrat des Platzes ein solides Fundament zu errichten.
Am Eingang des großen Gebäudes waren in einer 4,5 Meter langen und 1,5 Meter breiten Grube vier Tonnen Stein in regelmäßigen Lagen mit Lehm verklebt verbaut worden. Sie stützten zwei monumentale Pfähle. Das kleinere Gebäude weist einen ähnlichen Grundriss und eine ähnliche Bautechnik auf, nur die Blockgröße der Steine unterscheidet sich. Derzeit gibt es keine Funde vergleichbarer Gebäude in Europa für diese Zeit.

## Funktion
In der Mitte des großen Gebäudes wurde in einer ovalen Grube, in der sich mit Ton überzogene Blöcke fanden, ein Kreis aus flach verlegten Steinen gefunden. Seine Lage bezeugt eine religiöse oder kultische Funktion. Dass die Gebäude durch die Einhegungen separiert waren, stärkt diese These.